# Мартинюк Станіслав Михайлович
Станіслав Михайлович Мартинюк (нар. 7 червня 1941, село Мервинці, тепер Могилів-Подільського району Вінницької області) — український радянський партійний діяч, економіст, будівельник. Депутат Верховної Ради УРСР 11-го скликання. Член ЦК КПУ в 1986—1990 роках. Кандидат економічних наук (1980), доцент.

## Біографія
У 1958—1960 роках — причіплювач у колгоспі «Мічуринець» Калинівського району Вінницької області.
У 1960—1963 роках — служба у Радянській армії.
Член КПРС з 1963 року.
У 1969 році закінчив філософський факультет Київського державного університету імені Тараса Шевченка, а у 1973 році закінчив Київський інститут народного господарства імені Коротченка.
У 1964—1971 роках — інструктор, завідувач відділу комсомольських організацій Залізничного районного комітету ЛКСМУ міста Києва; 1-й секретар Шевченківського районного комітету ЛКСМУ міста Києва; завідувач відділу комсомольських організацій Київського обласного комітету ЛКСМУ; 2-й секретар Київського міського комітету ЛКСМУ.
У 1971—1975 роках — 1-й секретар Київського міського комітету ЛКСМУ.
У 1975—1977 роках — 1-й секретар Подільського районного комітету КПУ міста Києва.
У 1980 році закінчив Академію суспільних наук при ЦК КПРС у Москві.
У 1980 — жовтні 1981 року — 1-й секретар Мінського районного комітету КПУ міста Києва. 
У жовтні 1981 — січні 1990 року — 2-й секретар Київського міського комітету КПУ.
У січні 1990 — 1991 року — інспектор ЦК КПУ.
У 1991—1996 роках — віце-президент Холдингової компанії «Київміськбуд». З 1996 року — 1-й віце-президент Холдингової компанії «Київміськбуд».
Член президії Будівельної палати України, генеральний директор асоціації «Солстрой плюс».

## Нагороди
- орден «За заслуги» 3-го ст. (.01.1998), 2-го ст.(.10.1999), 1-го ст.(.05.2005)
- орден Трудового Червоного Прапора (1982)
- орден «Знак Пошани» (1976)
- медалі
- заслужений економіст України (.04.1995)